# Біміш

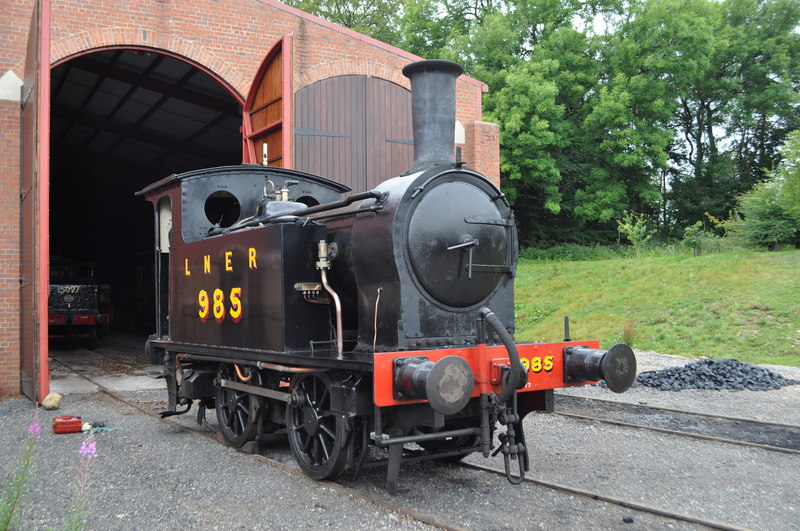

Скансен «Біміш» (Beamish) — всесвітньо відомий музей просто неба — музей людини та промисловості Північного Сходу Англії («Біміш»). У музеї акцент зроблено на демонстрації виробничих процесів індустріального часу, а головними експонатами є промислові споруди, інженерно-транспортні комунікації, гірничодобувна техніка, технології переробки корисних копалин.
Музей Біміш розташований на 300 акрах у мальовничій сільській місцевості графства Дарем, у восьми милях на південний захід від Ньюкасл-апон-Тайн, 12 кілометрах на північний захід міста Дарем. Більшість будинків, крамниць, інших будівель були демонтовані, привезені в Біміш і відбудовано на новому місці. Деякі з експонатів — Хоум Фарм, Покерлі Олд-Хол і Дріфт Майн — були тут споконвічно. Всі будівлі обладнано старовинними меблями, устаткуванням та іншими предметами.
Вокзал побудовано 1867 року. Але і тепер тут можна побачити різні парові механізми, зокрема паровози.